# Campaña política interactiva
Una campaña política interactiva se basa en el uso de las nuevas tecnologías de la información como herramienta de comunicación e interacción empleadas en procesos electorales.
Los candidatos a puestos políticos en todos los niveles han encontrado en Internet un medio hospitalario y de bajo costo para distribuir mensajes políticos, en lo que también se conoce como campañas políticas a través de Internet.

## México y las mejores prácticas de campañas políticas por Internet
De acuerdo a la Asociación Mexicana de Internet (AMIPC) en su estudio 2009, el número de internautas en el país fue de 30.6 millones, de los cuales el 45% son usuarios del género masculino y el 55% son usuarias. Dicho estudio también indica que la actividad número uno del usuario en línea es el envío o recepción de correos electrónicos, seguido de la comunicación a través de mensajes instantáneos, como las salas de chat.
Yahoo indica que, de acuerdo a sus estadísticas, en México existe un crecimiento anual del 25% de usuarios de Internet, además de que también ha aumentado el tiempo promedio de conexión, que va de las 3 horas con 21 minutos en 2009 a 4 horas en 2010.
Ante este escenario y la necesidad de que las acciones incluidas en una campaña política cuenten con un marco jurídico, establecer estándares de las mejores prácticas en la materia son sustanciales para cumplir con la normatividad vigente.
Las mejores prácticas para campañas interactivas consisten en un conjunto de experiencias extraídas de casos de éxito de políticos en diversos contextos que, bajo circunstancias similares, pueden brindar resultados positivos para quienes las llevan a cabo.
objetivos principales para una campaña electoral en el siglo XXI consiste en crear una comunidad funcional capaz de transformar las condiciones de la campaña misma, descubriendo con los ciudadanos las herramientas necesarias para comunicar, compartir y levantar la voz.
Los políticos a nivel internacional que más han obtenido los beneficios de las buenas prácticas para realizar una campaña política interactiva, con base en la cantidad de adeptos que poseen en su página de Facebook, son:
| #  | Político             | País           | Fanes en Facebook |
| -- | -------------------- | -------------- | ----------------- |
| 1  | Barack Obama         | Estados Unidos | 13 738 642        |
| 2  | Michelle Obama       | Estados Unidos | 2 606 881         |
| 3  | Sarah Palin          | Estados Unidos | 2 244 255         |
| 4  | Benigno Aquino III   | Filipinas      | 2 052 230         |
| 5  | Manny Villar         | Filipinas      | 1 487 009         |
| 6  | Antanas Mockus       | Colombia       | 800 830           |
| 7  | Kemal Kılıçdaroğlu   | Turquía        | 800 556           |
| 8  | Mahathir bin Mohamad | Malasia        | 716 259           |
| 9  | John McCain          | Estados Unidos | 685 054           |
| 10 | Mitt Romney          | Estados Unidos | 585 329           |

Como se aprecia, las mejores prácticas para una campaña interactiva en Internet comenzaron con el fenómeno del presidente de Estados Unidos Barack Obama en 2008.
Dos meses antes de que Barack Obama ganara la elección del 4 de noviembre de 2008, la revista de difusión del MIT  Technology Review  entrevistó a Jascha Franklin-Hodge, cofundador y director de tecnología de la empresa BlueStateDigital, encargada de la estrategia de redes sociales de Obama. En el artículo “How Obama Really Did It”, Jascha resume en una frase la clave del e-marketing político: darle las herramientas a la gente para que ella misma construya el éxito de la campaña.
Dentro de su propio análisis sobre el  Caso Obama , Blue State Digital resalta que los logros obtenidos se originaron desde el sitio de campaña: http://web.archive.org/web/http://mybarackobama.com/  sitio oficial de las redes sociales de la campaña, conocido desde aquel entonces como MyBO .
En el caso de México hasta la fecha ningún candidato ha desarrollado plenamente una campaña electoral interactiva. Si bien algunos políticos han empleado herramientas tecnológicas, como cuentas en twitter  o Facebook , ningún partido político ha generado una estrategia basada en el empoderamiento y enseñanza de los votantes para compartir información y fomentar la capacidad de involucramiento.
Esta situación se reproduce a nivel jurídico, porque desde que entró en vigor en enero de 2008 el Código Federal de Instituciones y Procedimientos Electorales en México, no existe mención alguna sobre alguna observación que los candidatos y partidos deban considerar con respecto al uso de Internet en las campañas políticas ni con respecto a la participación interactiva de los ciudadanos con respecto a los candidatos y partidos políticos.

## Prácticas positivas a través de medios digitales
Como en cualquier cetencia en la que el objetivo sea vencer al oponente, en las campañas políticas se definen estrategias para lograr dicho objetivo; estas estrategias las pueden ejecutar una o más personas pero el “plan maestro” no debe ser del dominio de cualquiera, pues se corre el riesgo de que el contrincante, al conocer nuestra estrategia, sepa cómo derrotarnos o como prepararse para evitar que lo derrotemos. Sun Tzu dice: “lo que es de máxima importancia en la guerra es atacar la estrategia del enemigo ”. En este orden de ideas, aquello que no deseamos que el contrincante conozca es lo que se conoce como información confidencial.
Para evitar la fuga de información, en primer lugar los coordinadores de campaña pueden identificar plenamente cuál es esa información confidencial y con base en ello establecer quiénes serán las personas que la posean y con qué fin. Una vez delimitado lo anterior, se deberá proceder a informar a las personas cuál es esa información confidencial y hacer de su conocimiento la manera en que deberán manejarla y con quién podrán hacerlo. Para que, en caso de que no se respete el manejo cuidadoso de esta información, se puedan ejercer acciones legales, la transmisión de esa información sensible deberá constar en convenios de confidencialidad.
Pero el peligro del uso indebido de la información confidencial no se limita solamente al tiempo que duren las campañas, por lo que también será importante seguir protegiendo la información una vez alcanzados –o no- los objetivos, y para ello es recomendable incluir dentro de los convenios o acuerdos que se firmen entre las partes una cláusula de no competencia.
Es importante mencionar que la cláusula de no competencia no debe limitarse a quienes estén directamente incluidos en el equipo de campaña pues no son los únicos que pudieran aprovechar la información o el know how  que se haya adquirido en el desarrollo de la misma, esta cláusula aplica también para los asesores externos, los diseñadores de la campaña en la parte de marketing , los proveedores de productos promocionales, las personas que proporcionen su imagen o su voz para comerciales, etcétera, aún y cuando no se les proporcione información confidencial.

## Consideraciones sobre el Acuerdo Comercial Antifalsificación (ACTA)
El Acuerdo Comercial Antifalsificación (ACTA) fue aprobado ya en México este 2010. Se establece que no obstante que el título del tratado sugiere que el acuerdo sólo cubre falsificaciones de bienes físicos, por ejemplo medicinas, este tratado propuesto tendrá un alcance más extenso, como es “la distribución de Internet y de las tecnologías de la información” (Anti-Counterfeiting).
Este Acuerdo tiene como objeto principal “establecer normas internacionales para la observancia de los derechos de propiedad intelectual a fin de combatir de manera más efectiva las actividades de falsificación y piratería, que de acuerdo a sus impulsores afectan significativamente los intereses comerciales y en muchos casos son responsables del financiamiento de actividades ilícitas.” Además, se establece que “es un tratado multi-lateral enfocado a crear un marco legal internacional que legisle a nivel global la piratería de bienes tangibles y digitales, con el objetivo de proteger la economía global, específicamente a la industria del copyright”.
Dentro de las mejores prácticas jurídicas que debe observar un candidato en una campaña política digital es el que debe apegarse a lo que regula el ACTA, en virtud de que debe buscar valores como la ética, honestidad, respeto y legalidad. Entre otros aspectos, un candidato debe observar y apegarse a la normatividad existente sobre el uso de Internet y sus herramientas como lo son las redes sociales.

## Regulación y normatividad en México
Existen campañas políticas que han utilizado estrategias de comunicación invasivas, spam  político y publicidad agresiva. En ocasiones esto ha influido para disminuir la efectividad de los mensajes, ya que éstos no son dirigidos correctamente y existen impactos desperdiciados. Los políticos actuales deben enfocarse en campañas que respeten las garantías individuales de la población mexicana, ofreciendo un valor agregado, a las propuestas de campaña.
Al respecto. el acceso a la información pública es una garantía individual establecida en la Constitución Política de los Estados Unidos Mexicanos. El 20 de julio de 2007, se adicionó un segundo párrafo de siete fracciones al artículo sexto de la constitución, en donde se define como garantía pública de todos los ciudadanos el derecho al acceso a la información.
En cuanto a la protección de los datos de los ciudadanos debe contemplarse lo estipulado en la Ley de Protección de Datos Personales en Posesión de Particulares, que tiene como objeto regular el tratamiento legítimo de la información, controlado e informado, a efecto de garantizar la privacidad y el derecho a la autodeterminación informativa de las personas.
Una buena práctica en el momento de la campaña política interactiva consiste en manejar avisos de privacidad, en los cuales se detallen los propósitos del uso de la información recabada.
En campañas políticas interactivas, también es aplicable el Código Federal de Procedimientos Civiles, en el que se reconoce como prueba la información generada o comunicada que conste en medios electrónicos, ópticos o en cualquier tecnología. Dicho Código es útil cuando se presuma algún tipo de violación a bases de datos o a información reservada, usurpación de identidad y otros delitos asociados al uso del internet. En la valoración de la fuerza probatoria de la información referida en el párrafo anterior, es primordial la fiabilidad del método en que haya sido generada, comunicada, recibida o archivada y, en su caso si es posible atribuirla al tercero en cuestión, además de que debe ser accesible para ser consultada posteriormente.
La Ley de la Propiedad Industrial es aplicable para prevenir delitos informáticos, pues establece que una persona que realice una invención, modelo de utilidad o diseño industrial tiene el derecho exclusivo de su explotación en su provecho, por sí o por otros con su consentimiento. Se contempla la posibilidad de que la persona que guarde un secreto industrial pueda transmitirlo o autorizar su uso a un tercero y que dicho usuario autorizado tiene la obligación de no divulgar el secreto industrial por ningún medio.
Aquellos contenidos como bases de datos o mensajes claves también están protegidos dentro de la Ley Federal del Derecho de Autor, que indica que protege las obras de creación original susceptibles de ser divulgadas o reproducidas en cualquier forma o medio. La protección es concedida desde el momento en el que son fijadas en un soporte material, como lo sería en este caso un sitio web o un archivo electrónico, independientemente del mérito, destino o modo de expresión. El reconocimiento de los derechos de autor no requiere registro ni documentación de ninguna especie.

## Herramientas para políticas de uso y privacidad
En Internet es posible encontrar algunos servicios que sirvan de guía para diseñar las políticas de uso y privacidad adecuadas para cada perfil político. Algunas herramientas sirven de guía y otras más, sobre la base de un cuestionario, generan una forma automática de política de uso de acuerdo con los patrones seleccionados.
- The-dma.org:[18] servicio en inglés que permite crear una política de uso propia, llenando un cuestionario. La política se genera de forma automática para su colocación en el sitio.
- Csi.map.es:[19] servicio en español que habla sobre la importancia de la política de uso y privacidad, con una guía sobre los aspectos a incluir y las características del servicio.

La experiencia del usuario o del votante al que el partido político o candidato le envía un mensaje puede producir aceptación o rechazo. Establecer una correcta política de privacidad redunda en una comunicación efectiva.

## El uso de la Firma Electrónica Avanzada (FEA/FIEL)
La firma electrónica avanzada conocida por sus siglas de FEA/FIEL, según el Sistema de Administración Tributaria (SAT) es el “conjunto de datos que se adjuntan a un mensaje electrónico, cuyo propósito es identificar al emisor del mensaje como autor legítimo de éste, tal como si se tratara de una firma autógrafa”, se distingue de ésta porque se realiza de manera manuscrita, y de la firma electrónica simple que se le define como la que “presume que el mensaje se ha enviado por medios de identificación como claves o contraseñas conocidas por ambas partes, gracias a un acuerdo firmado de manera autógrafa”, además de que en la FEA/FIEL “el signatario mantiene control exclusivo de sus datos y permite detectar cualquier modificación ulterior de éstos, lo que garantiza la identificación de las partes y la autenticación del contenido”.
Por lo cual, al hacer la referencia dentro de las campañas políticas, tenemos que es la certificación de la fuentes en los mensajes sumamente importante, es decir, certeza de quien emite la información; esto debido a que dentro de la dinámica, es común que se lleven a cabo casos de hacking , cuentas ex profeso, entre otras acciones, que pueden llegar a confundir a la población, por su autenticidad, es por ello que este recurso de avanzada, resulta ser primordial ya que además reduce costos, aumenta la seguridad y credibilidad ante datos así como ante los hechos apócrifos.
Dentro de los usos que los especialistas le han dado a la FEA/FIEL, y que sin duda pueden ser cien por ciento aplicables en las campañas son los siguientes:
- Contratación electrónica: cualquier tipo de servicio: banca, seguros, telefonía, etc.
- Cualquier clase de relación con la Administración: consulta, dictámenes, recursos, denuncias, etc.
- Relaciones entre particulares por medios electrónicos: compra, venta, pagos, etc.
- Todo tipo de actividad electrónica que requiera identificación y certificación de cualquier tipo de documento (curriculum vitae con calificaciones de una institución, dictámenes profesionales, documentos públicos…).

Vale hacer la especificación, que sin duda, también los estudiosos en la materia sostienen que la firma electrónica puede ser útil cuando sea implementado el voto electrónico .
A nivel Internacional, los países que cuentan con una legislación en específico de firma digital son: Alemania, Argentina, Bélgica, Canadá, Colombia, Chile, Dinamarca, España, Francia, Irlanda, Italia, Japón, Luxemburgo, Panamá, Portugal, Reino Unido, Suecia y Estados Unidos, en este último se realizó la primera ley sobre firma digital, en específico, en el Estado de Utah, en mayo de 1995.
Existen en México cuatro Autoridades Registradoras Centrales (ARC) de FEA/FIEL: la Secretaría de la Función Pública (con sustento en la Ley de la Administración Pública Federal), la Secretaría de Economía (Código de Comercio), la Secretaría de Hacienda y Crédito Público (Código Fiscal) y el Banco de México (Ley de Instituciones Financieras). En cuanto a los Prestadores de Servicios para Certificación (PSC), en general, podemos hablar de instituciones financieras, el Servicio de Administración Tributaria, secretarías de Estado, notarios o corredores públicos, empresas privadas e instituciones públicas.
Como referencia adicional sobre este apartado, para la Administración Pública, ya es un elemento que han incorporado de manera íntegra, dentro del conocido “Gobierno electrónico”, ya que incluso publicó en el Diario Oficial de la Federación, el día 24 de agosto de 2006 los Lineamientos para la homologación, implantación y operación de la FEA en la Administración Pública Federal. con el objetivo de mantener condiciones técnicas para la ejercición efectiva del gobierno electrónico, esto, con especial énfasis en la declaración patrimonial que deben realizar los servidores público, así como el pago del impuesto, a través del SAT. Inclusive se creó la Comisión Intersecretarial para el Desarrollo del Gobierno electrónico (que depende la de Secretaría de la Función Pública, y que cuenta con 3 Subcomisiones: firma electrónica avanzada, control de gestión y vinculación con estados y municipios)

## Políticas de uso de redes sociales
Internet ha traído un cambio de paradigma en las formas de convivencia social, que se modifican gracias a la rapidez, facilidad, apertura y el bajo costo de la red. Hoy es más factible interactuar a través de las redes sociales, en donde en ocasiones se busca identidad y reconocimiento social, con un elemento intrínseco: la reputación en línea.
De acuerdo a una investigación realizada por Nielsen el uso de las redes sociales aumentó 82 por ciento a nivel mundial, lo cual demuestra el poderío de este medio alternativo de comunicación que es liderado por Facebook  y Twitter .
El estudio de la AMIPCI de 2009 sobre hábitos de los usuarios de Internet en México señala que el 31% de los usuarios cuando están en línea acceden, crean o mantienen sitios de comunidad virtual en redes sociales o sitios propios.
Sin embargo, de acuerdo a un informe de Manpower  revela que el 75% de los empleadores no tiene una política en relación con el uso de las redes sociales en la oficina, lo cual podría generar efectivos negativos contra la misma institución, como por ejemplo, la divulgación de información confidencial en perfiles personales.
Una práctica recomendable entonces es contar con una política de uso de redes sociales, pues facilita la gestión y control de lo que se dice sobre la corporación, aminorando así los riesgos tanto para el empleador y el empleado. A veces los contratos de confidencialidad no son suficientes, el personal debe tener cierta discreción y está obligado a proteger la información ya que el publicar algún secreto de la empresa en redes sociales puede incurrir en un acto ilegal y tener consecuencias jurídicas.

## Recaudación de fondosOn Liney su reglamentación en México
En el marco de una estrategia de campaña política a través de medios digitales, la recaudación de fondos on line  es una aplicación que se ha caracterizado por su efectividad en la captación de recursos privados.
Fue James George Janos, más conocido como Jesse Ventura, un veterano de la guerra de Vietnam, convertido en luchador profesional, actor y político, quien causó una revolución en la forma de recaudar a través de Internet. El estadounidense aprovechó el uso de las tecnologías como un medio para llegar a los votantes y así convertirse en gobernador de Minnesota en 1999. En su sitio de internet, construido para su campaña en 1998 se incluía no sólo información básica, sino también opciones para realizar donaciones, ofrecerse como voluntario e inscribirse en listas de envíos de correos electrónicos.
Fue en Estados Unidos en donde también se registró el más exitoso caso de recaudación en línea, protagonizado por Barack Obama. Su plan contempló nuevos e innovadores métodos de recaudación de fondos a través de su sitio MyBarackObama.com .
Informes de BlueStateDigital, la empresa encargada del sitio de Internet de campaña, indican que a través de esta vía se movilizaron a más de tres millones de donantes individuales, quienes realizaron 6.5 millones de donaciones en línea, lo que significó un ingreso total de recursos equivalentes a 500 millones de dólares, con un promedio de 80 dólares por donación.
En el caso de México, la candidata a gobernadora de Hidalgo por la coalición “Hidalgo nos Une”, conformada por el Partido Acción Nacional y el Partido por la Revolución Democrática en las elecciones 2011, Xochitl Gálvez Ruíz aprovechó la interactividad y vinculación con los usuarios/electores a través de los medios digitales.
Una de sus herramientas interactivas en la red fueron las donaciones para campaña, traducidas en recaudación de fondos en línea. También explotó otras aplicaciones como administración de membresías, registro de voluntarios, recepción de propuestas y comentarios. La aplicación del Sistema de Gestión de Relaciones con los Electores, contribuyó a desarrollar un sistema lo suficientemente amigable para que el usuario pudiera realizar las donaciones y que al mismo tiempo, cumpliera con los requisitos legales que marca la normatividad electoral mexicana establecida en el Código Federal de Instituciones y Procedimientos Electorales (COFIPE).
Si bien, las aplicaciones que a través de los medios digitales contribuyen a que un candidato se allegue de recursos económicos como apoyo a su campaña electoral, es importante que prevalezca la certeza y se rechace toda posibilidad de recibir aportaciones ilegales.
En México los candidatos a un cargo de elección popular interesados en recaudar fondos del electorado vía medios digitales durante su campaña político electoral, deberán considerar la obligatoriedad de apegarse a la normatividad establecida en el COFIPE.
En cuanto al financiamiento de los partidos políticos contempla el financiamiento público (que debe prevalecer), el financiamiento por la militancia, por los simpatizantes, el autofinanciamiento y el financiamiento por rendimientos financieros, fondos y fideicomisos.

## Uso de software libre como herramienta de campaña y gobierno
El Software Libre es un término utilizado para describir un programa que respeta la libertad de los usuarios sobre el producto, el cual, una vez adquirido puede ser usado, copiado, modificado y distribuido libremente. Es como una receta de cocina en donde se puede ver de manera puntual los ingredientes que contiene y reproducirla exactamente igual o bien, adecuarla a nuestro gusto o necesidad para luego ser compartida.
El uso del software libre en la administración pública en México es variado. Actualmente es usado en puntos de acceso internet, servidores, ruteadores, servidores locales, etcétera. Sus ventajas son técnicas y económicas y las aplicaciones más utilizadas son UBUNTU, GENOME, FIREFOX, THUNDERBIRD  y WINE. 
Su uso es una excelente opción para contribuir con las “Políticas de Austeridad” en las áreas de gobierno, presentando una opción complementaria a la adquisición de licencias de software para las instituciones.
El uso de software libre es una buena práctica política en cualquier e-Gobierno y se encuentra respaldado por el Programa de Administración Pública de las Naciones Unidas. Sin embargo, la tecnología y el  e-gobierno  no pueden sustituir a una buena política, pero si puede dar a los ciudadanos el poder para cuestionar acciones de sus representantes, así como agregar agilidad en la prestación de servicios públicos y ayudar a los gobiernos a responder a un conjunto más amplio de demandas ciudadanas de acceso a la información y otros servicios.
La única política definida oficialmente en México sobre software libre  se publicó en el Diario Oficial de la Federación  el 29 de diciembre de 2006, con el nombre de “Lineamientos específicos para la aplicación y seguimiento de las medidas de austeridad y disciplina del gasto de la Administración Pública Federal”. En el numeral 25 se indica que las dependencias y entidades, en el caso de software, consideraran tanto soluciones comerciales de licencia registrada como software libre o de código abierto, para lo cual deberán evaluar aquella opción que represente las mejores condiciones en cuanto a uso, costo, beneficio, riesgo e impacto.
El Senador Carlos Navarrete Ruiz indicó que en instituciones públicas como el propio Senado de la República se utilizaban patentes muy caras, práctica que se extendía a los otros poderes y cuestionó el por qué no era utilizado el software libre para ingresar sin costo a la tecnología que pudiera ser igual de eficiente que aquella por la que se pagan grandes sumas por concepto de derechos. Indicó que el tema obligaba a tomar algunas medidas e instruyó al equipo administrativo del Senado para que empezara a utilizar software libre en las áreas que fuera posible con la finalidad de disminuir costos.